# Розов катарантус
Розовите катарантуси (Catharanthus roseus) са вид растения от семейство Олеандрови (Apocynaceae).
Таксонът е описан за пръв път от Джордж Дон.

## Вариетети
- Catharanthus roseus var. angustus
- Catharanthus roseus var. nanus
- Catharanthus roseus var. roseus